# Nadine Rieder
Nadine Rieder (ur. 17 lipca 1989 w Oberstdorfie) – niemiecka kolarka górska.

## Kariera
Pierwszy sukces w karierze Nadine Rieder osiągnęła w 2013 roku, kiedy zdobyła brązowy medal w cross-country eliminatorze podczas mistrzostw kraju. W tym samym roku, 17 maja w niemieckim Albstadt po raz pierwszy w karierze stanęła na podium zawodów Pucharu Świata w kolarstwie górskim. W eliminatorze zajęła tam trzecie miejsce, za Szwedką Alexandrą Engen i Kathrin Stirnemann ze Szwajcarii. W 2013 roku wystąpiła również w tej konkurencji na mistrzostwach Europy w Bernie, kończąc rywalizację na dziewiątej pozycji. Nie brała udziału w igrzyskach olimpijskich.